# Vallmoll
Vallmoll és un municipi de la comarca de l'Alt Camp.
És el quart municipi més poblat de l'Alt Camp per darrere de Valls, Alcover i el Pla de Santa Maria.

## Geografia
- Llista de topònims de Vallmoll (Orografia: muntanyes, serres, collades, indrets..; hidrografia: rius, fonts...; edificis: cases, masies, esglésies, etc).

## Història
El Castell de Vallmoll va ser el centre de la Baronia de Vallmoll, que comprenia, a més del terme de Vallmoll, els termes de Nulles, Bellavista, Casafort i Bràfim.
Va formar part de la Vegueria de Tarragona fins al 1716. Després va passar a formar part del Corregiment de Tarragona des del 1716 fins al 1833.

## Economia
El 1970 la seva renda anual mitjana per capita era de 46.378 pessetes (278,74 euros).
El 1983 el terme municipal de Vallmoll comptava amb unes 95 explotacions agràries d'entre 0 i 5 hectàrees, unes 88 d'entre 5 i 50 hectàrees i 2 d'entre 50 i 200 hectàrees.

## Demografia
| Entitat de població           | Habitants (2023) |
| Vallmoll                      | 1.279            |
| Urbanització Vallmoll Paradís | 621              |
| Garràfols                     | 42               |
| Font: Idescat                 |                  |

| Nucli de població             | Habitants |
| ----------------------------- | --------- |
| Vallmoll                      | 1279      |
| Urbanització Vallmoll Paradís | 236       |
| Els Calders                   | 158       |
| Les Planes                    | 102       |
| Bogatell                      | 79        |
| Garràfols                     | 42        |
| Els Pinars                    | 26        |
| Calders-Escaldes              | 20        |

(Font: Idescat 2023)
| 1497 f | 1515 f | 1553 f | 1717 | 1787  | 1857  | 1877  | 1887  | 1900  | 1910  |
| ------ | ------ | ------ | ---- | ----- | ----- | ----- | ----- | ----- | ----- |
| 62     | 66     | 106    | 504  | 1.111 | 1.544 | 1.430 | 1.409 | 1.421 | 1.324 |

| 1920  | 1930  | 1940 | 1950 | 1960 | 1970 | 1981 | 1990  | 1992  | 1994  |
| ----- | ----- | ---- | ---- | ---- | ---- | ---- | ----- | ----- | ----- |
| 1.230 | 1.071 | 907  | 930  | 871  | 869  | 900  | 1.068 | 1.040 | 1.040 |

| 1996  | 1998  | 2000  | 2002  | 2004  | 2006  | 2008  | 2010  | 2012  | 2014  |
| ----- | ----- | ----- | ----- | ----- | ----- | ----- | ----- | ----- | ----- |
| 1.012 | 1.058 | 1.168 | 1.300 | 1.378 | 1.469 | 1.599 | 1.637 | 1.677 | 1.670 |

| 2016  | 2018  | 2020  | 2022  | 2024  | 2026 | 2028 | 2030 | 2032 | 2034 |
| ----- | ----- | ----- | ----- | ----- | ---- | ---- | ---- | ---- | ---- |
| 1.645 | 1.738 | 1.774 | 1.882 | 1.951 | -    | -    | -    | -    | -    |

## Política

### Eleccions al Parlament de Catalunya del 2012[3]
| Candidatura | Candidatura   | Cap de llista          | Vots | Regidors | % vots |
| ----------- | ------------- | ---------------------- | ---- | -------- | ------ |
|             | CiU           | Artur Mas              | 286  |          | 33,45  |
|             | PSC           | Pere Navarro           | 142  |          | 16,6   |
|             | ERC           | Oriol Junqueras        | 139  |          | 16,25  |
|             | PPC           | Alicia Sánchez-Camacho | 113  |          | 13,21  |
|             | ICV-EUiA      | Joan Herrera           | 46   |          | 5,38   |
|             | C's           | Albert Rivera          | 43   |          | 5,02   |
|             | CUP           | David Fernández        | 27   |          | 3,15   |
|             | Vots en blanc |                        | 16   |          | 1,83   |
|             | Altres        |                        | 43   |          | 8,19   |
| Total       | Total         | 874                    | 874  |          | 67,59  |

## Llocs d'interès
Destacats per l'ajuntament:
- Castell de Vallmoll, declarat Bé Cultural d'Interès Nacional.
- Església parroquial de Santa Maria, d'estil barroc i neoclàssic.
- Ermita de la Mare de Déu del Roser, del segle xvi.